# Кренидівка
Крени́дівка — село в Україні, у Зноб-Новгородській селищній громаді Шосткинського району Сумської області. Населення становить 391 осіб. До 2020 орган місцевого самоврядування — Кренидівська сільська рада.

## Географія
Знаходиться за 3,5 км від правого берега річки Свига. На відстані в 2 км розташоване село Мефедівка. По селу протікає пересихаючий струмок з загатами.

## Символіка
На гербі зображена рука з мечем на червоному тлі і три стебла ячменю на зеленому тлі. Рука з мечем демонструє козацьку історію села, готовність стати на захист батьківщині будь-якої миті. Золоті, налиті зерном колоски ячменю, від яких аж вгинаються стебла, вказують на працьовитість селян, які вміють виростити гарний врожай.

## Історія
Якщо вірити свідченням місцевих жителів, які вони давали в ході Генерального слідства про маєтності Стародубського полку 1729 р., Кренидівка «при володінні польському була поселена, однак через кілька років після володіння польського, житель села Домотканово Новгород-Сіверського повіту, на прізвище Креніда, на ґрунтах військового села Очкине осадив її слободою».
Протягом декількох років з дня заснування Кренидівка перебувала «у диспозиції і владі гетьманської і військової під відомством старшини новгородського», а в кінці XVII століття була надана гетьманом Мазепою писарю Новгородської сотні Івану Лисому. У його володінні вона перебувала близько семи років, після чого була повернута в «диспозицію військову під відомство ратуші новгородської», і в 1702 році надана Іваном Мазепою «за службу військову» стародубському полковому хорунжому Івану Юркевичу.
19 березня 1706 Іван Юркевич загинув у бою під Несвіжем . Після його смерті Кренидівка була закріплена універсалом гетьмана Мазепи від 21 червня 1706 за його дружиною Зиновією Опанасівною Юркевич, а 4 січня 1709 підтверджена за нею універсалом гетьмана Скоропадського.
Проте вже через кілька років Іван Скоропадський відібрав Кренидівка у Зіновії Юркевич та надав її канцеляристу військової генеральної канцелярії Григорію Михайлову, який володів нею близько одинадцяти років. Після його смерті село нетривалий час залишалося у володінні його дружини, про що свідчать дані ревізії 1723 р., у ході якої в Кренидіці було зафіксовано 72 двори і 22 хати.
У 1725 році імператриця Катерина І наділила Кренидівкою Василя Христичевському, новгородському сотнику з 1724 (1725) по 1727 рр. і з 1729 (1735) по 1738 рр., який був одружений з дочкою багатого стародубського війта Степана Спиридоновича Ширая - Параскою. Парасковія Степанівна мала погану репутацію у місцевих жителів і проявляла по відношенню до них невиправдану жорстокість при збиранні податків. У зв'язку з цим вони в 1733 році змушені були скаржитися на неї гетьману Апостолу.
19 серпня 1730 гетьман Данило Апостол закріпив Кренидівку за Василем Христичевським «у вільне і безперешкодне володіння», проте вже через рік, 27 серпня 1731, імператриця Анна Іванівна розпорядилася відібрати її у Христичевського і повернути дітям полкового хорунжого Івана Юркевича — значковим товаришам Миколі, Сафрону і Пантелеймону. 10 вересня 1731 гетьман Апостол виконав розпорядження імператриці і повернув Юркевичам їх Кренидівські володіння, за винятком володінь 11 козаків: Петра Михієва, Івана Барановського, Данила Крижна, Петра Розумного, Євдокима Розумного, Герасима Чирка, Омеляна Синявського, Микити Барановського, Гришка Наумова, Гришка Козелченка, Юхима Материнки, Сазона Кривого і Кіндрата Литвина, які зберегли за собою свої землі, сінокоси і пасовища.
На момент проведення Румянцевим опису Малоросії 1765—1768 рр. в Кренидівці значилося 17 дворів і 63 бездворових хат, з яких Василю Христичевському належало 6 дворів і 1 бездворова хата, військовому товаришу Миколі Юркевичу — 2 двори і 21 бездворова хата, військовому товаришу Якову Юркевичу — 4 двори і 13 бездворових хат, військовому канцеляристові Йосипу Юркевичу — 28 бездворових хат і козакам — 5 дворів, а на момент опису Новгород-Сіверського намісництва 1779—1781 рр. — 88 дворів, 93 хати і 1 бездворова хата, з яких за Марією Юркевич значилося 15 дворів, 15 хат і 1 бездворова хата, за військовими товаришами Яковом і Лук'яном Юркевичами — 14 дворів і 15 хат, за військовими канцеляристами Йосипом і Гаврилом Юркевичами — 19 дворів і 19 хат, за померлим військовим товаришем Миколою Юркевичем — 7 дворів і 7 хат, за капітаном Христичівським-Глазовим — 26 дворів і 26 хат, за козаками — 2 двори і 5 хат і за підпомічниками — 5 дворів і 6 хат. Кому належала Кренидівка після зазначеного часу, точно невідомо.
Напередодні скасування кріпосного права, в 1859 році, у ній значилося 95 дворів, у яких проживало 320 чоловіків і 360 жінок. Більшість з них були кріпаками і належали А. А. Юркевичу, І. А. Юркевичу, В. Ф. Юркевичу, К. Ф. Маєвському, З. І. Алехіній, Є. В. Баділевській, М. Г. Герстфельдту, Є. Г. Доппельманру, Є. Г. Пузанову, Е. А. Тернавській, М. О. Судієнко та іншим поміщикам.
Після скасування кріпосного права в Кренидівці почалися стихійні виступи селян проти місцевої влади, які були викликані різким погіршенням їх матеріального становища, посиленням експлуатації з боку поміщицьких керуючих і поширилися чутки про те, що у разі виконання панщини їх знову закріпатять.
Стурбовані цими обставинами Кренидівська селяни залишили роботу в поміщицьких економіях і рішуче заявили місцевій владі, що якщо їх і далі будуть примушувати до панщини, вони відмовляться від земельного наділу і від виконання яких би то не було повинностей. Виступи Кренидівська селян були одними з перших у Новгород-Сіверському повіті і спричинили хвилю протестів більш ніж в 20 населених пунктах.
Здавна, до проведення Румянцевського опису Малоросії 1765—1768 рр., в Кренидівці вже діяла православна дерев'яна церква, що носила ім'я святої великомучениці Варвари, у якій на момент опису Новгород-Сіверського намісництва 1779—1781 рр. служив один священик і один паламар. Однак до середини позаминулого століття вона занепала, і на її місці в 1850 році була зведена нова церква, яка в 1932 році згоріла від удару блискавки.
У 1893 році селі була відкрита земська школа, у якій в 1896—1897 навчальному році навчалося 35 хлопчиків і 2 дівчинки, а в 1901 році — 46 хлопчиків і 5 дівчаток. Школа знаходилася в громадському будинку і утримувалася за рахунок коштів земства в сумі 150 карбованців і сільського товариства в сумі 135 карбованців.
У жовтні 1942 року гітлерівські війська спалили село, тоді загинуло 50 мешканців.
12 червня 2020 року, відповідно до розпорядження Кабінету Міністрів України № 723-р «Про визначення адміністративних центрів та затвердження територій територіальних громад Сумської області», село увійшло до складу Зноб-Новгородської селищної громади.
19 липня 2020 року, в результаті адміністративно-територіальної реформи та ліквідації Середино-Будського району, село увійшло до складу новоутвореного Шосткинського району.